# Art Academy
Art Academy, también conocida como Art Academy: Aprende técnicas de pintura y dibujo con un entrenamiento paso a paso en las regiones PAL y Arttic Taste Classroom DS (絵心教室DS Egokoro kyōshitsu DS) en Japón, es un software de entrenamiento artístico para la consola de videojuegos portátil Nintendo DS. Fue desarrollado por Headstrong Games y publicado por Nintendo. Art Academy fue originalmente una aplicación de formación en dos partes que solo estaba disponible para descargar a través del servicio DSiWare desde 2009. Posteriormente se volvió a lanzar en 2010 como una tarjeta DS totalmente compilada y comercializable con características añadidas, lo que la hace también disponible para los usuarios originales de Nintendo DS y Nintendo DS Lite.
Las aplicaciones originales de DSiWare se conocen como Art Academy: Primer semestre y Art Academy: Segundo semestre. Cada uno de ellos tiene seis y cuatro lecciones respectivamente, y ambas aplicaciones de DSiWare valen 800 Nintendo DSi Points cada una. Art Academy: Primer Semestre y Segundo Semestre fueron lanzados en Norteamérica el 14 de septiembre de 2009 y el 28 de septiembre de 2009, respectivamente, y en las regiones PAL el 25 de diciembre de 2009 y el 8 de enero de 2010, respectivamente. En Japón, las dos aplicaciones de DSiWare se publicaron el 18 de noviembre de 2009 como Fairly Authentic Artistic Taste Classroom: First Semester (わりと本格的 絵心教室 前期 Wari to honkaku-teki eigokoro kyōshitsu zenki) y Fairly Authentic Artistic Taste Classroom: Second Semester (わりと本格的 絵心教室 後期 Wari to honkaku-teki eigokoro kyōshitsu kōki).
La versión completa de venta al por menor incluye las diez lecciones, además de pequeñas funciones adicionales, mini-lecciones adicionales y una biblioteca de imágenes para las referencias de temas de arte. La versión minorista de Art Academy salió a la venta en Japón el 19 de junio de 2010, en Europa el 6 de agosto de 2010, en Australia el 23 de septiembre de 2010, y en Norteamérica el 25 de octubre de 2010. Art Academy forma parte de Nintendo's Touch! Generaciones de marca. El 1 de octubre de 2012, Art Academy obtuvo una secuela directa para la Nintendo 3DS y se tituló Art Academy: Lessons for Everyone! en Norteamérica y New Art Academy en Europa. El 8 de agosto de 2013, se lanzó una nueva entrega de la serie en la eShop de Nintendo Wii U, llamada Art Academy: SketchPad, que ofrece a los usuarios la oportunidad de compartir sus creaciones en Miiverse. El 25 de junio de 2015, una entrega titulada Art Academy: Home Studio o Art Academy: Atelier en regiones PAL, fue lanzada en la Wii U.

## Jugabilidad
Lo que sigue se basa principalmente en la versión minorista de Art Academy, pero si es necesario notará cualquier cosa que tenga que ver con las versiones originales de DSiWare.
Art Academy se anuncia como una simulación de entrenamiento artístico que puede enseñar y ayudar a cualquiera a desarrollar sus habilidades y técnicas artísticas que pueden ser aplicadas con herramientas y materiales de la vida real. Art Academy también cuenta con una gama muy realista, aunque limitada, de herramientas de arte que se pueden utilizar libremente de cualquier manera que el usuario del juego, como jugador o aprendiz de arte, considere. Aunque se hizo para la Nintendo DS, Art Academy no es un "juego" real en sí mismo, y por lo tanto no ofrece ninguna jugabilidad real, pero cuenta con un modo que requiere que cualquier usuario de Art Academy progrese para desbloquear niveles más altos, similar a la mayoría de los juegos. El juego, sin embargo, cuenta con dos modos de juego: Lecciones y el modo de pintura libre.

### Modos
El modo Lecciones es la característica principal de Art Academy, ya que se trata de la línea real de tutoriales de arte que el jugador / aprendiz de arte debe progresar a través de con el fin de desbloquear niveles más avanzados o lecciones. Hay diez lecciones principales en total.
El modo Lecciones también viene con un tutor: un personaje llamado Vince, que es un viejo artista. Vince guía al jugador/art trainee a lo largo de las lecciones, instruyéndolo paso a paso a través de las lecciones ofrecidas. Al principio del modo Lecciones, si el estudiante está jugando por primera vez en la Academia de Arte, solo tiene acceso a la primera lección y solo puede usar lápices. A medida que el jugador/aprendiz de arte termina cada lección a través de todas sus etapas, su progreso se desbloqueará la próxima lección. Algunas lecciones incluso incluyen una o dos mini-lecciones (escritas como Minilesson en el juego), lo que ayuda al jugador/aprendiz de arte con las habilidades enseñadas en la lección principal. Estas mini lecciones solo pueden ser desbloqueadas si el jugador ha pasado completamente por la lección principal. Hay diez mini lecciones disponibles, pero solo siete de ellas están en las versiones originales de DSiWare de Art Academy. Si el jugador/aprendiz de arte desea, también puede repetir cualquier lección previamente desbloqueada. Las lecciones incluyen tres ranuras para guardar, que ayudan al jugador/art trainee a guardar el progreso en cualquier momento durante cualquiera de las lecciones, si necesita un descanso de las lecciones o Art Academy enteramente. En Lecciones, el estudiante de arte/jugador tiene la oportunidad de guardar cualquier pieza de arte que haya realizado durante las clases en una galería designada en Art Academy, o en el álbum de la cámara Nintendo DSi Camera Album, en el caso de las versiones originales de DSiWare.
A diferencia de la mayoría de los juegos, así como de otro software de enseñanza en particular, Art Academy no califica el rendimiento del jugador/art trainee en la realización de cualquiera de las lecciones, ya que depende completamente del jugador/art trainee si está dispuesto a seguir las guías y / o entrenamiento práctico. Las lecciones pueden ser desbloqueadas de todos modos sin importar el rendimiento, siempre y cuando el jugador/art aprendiz simplemente pase por las etapas para terminar cada lección. De hecho, el entrenamiento práctico es absolutamente abierto (solo limitado por las herramientas desbloqueadas como se indica por lección), ya que el jugador/art aprendiz ni siquiera tiene que seguir la lección real en absoluto.
El otro modo se llama Free Paint. En el modo de Pintura Gratuita, al estudiante de arte/jugador se le ofrece la posibilidad de dibujar o pintar cualquier cosa que considere, e incluso puede guardar su progreso artístico para guardarlo o trabajar en él más tarde. A diferencia de Lecciones, el modo de Pintura Gratuita permite la plena accesibilidad para todas las herramientas de arte disponibles en Art Academy desde el principio. El jugador/aprendiz de arte ni siquiera necesita acceder al modo Lecciones para utilizar el modo Pintura libre. Al igual que Lecciones, el jugador/art trainee tiene tres ranuras disponibles (independientemente del modo Lecciones) para guardar sus obras de arte en progreso para editarlas más tarde, y también puede guardar sus piezas finalizadas en la Galería (o en el Álbum de la Cámara Nintendo DSi para las versiones de DSiWare). En Free Paint, el jugador/art trainee también tiene acceso a una biblioteca de imágenes designada implementada en Art Academy. La Biblioteca de imágenes incluye una selección categorizada de 89 fotografías que el jugador/aprendiz de arte puede usar como referencias y temas de arte. Sin embargo, las imágenes de la biblioteca no se pueden mover o editar de ninguna manera. Alternativamente, el jugador/aprendiz de arte también puede referirse a dibujos y fotografías (información adicional abajo) almacenados en la Galería. La Biblioteca de imágenes no está disponible en las versiones originales de DSiWare, pero las versiones de DSiWare pueden seguir haciendo referencia a las imágenes que se encuentran en el Álbum de cámaras DSi.
Cuando se guardan los dibujos y pinturas finales, el jugador/art en prácticas tiene la opción de agregar un diseño de marco alrededor del diseño final. Existen 20 modelos de bastidor disponibles (10 en las versiones DSiWare). Las obras de arte, ya sea en la Galería o en el Álbum de la cámara DSi, ya no se pueden editar una vez guardadas.

### Características adicionales
Art Academy es compatible con el uso de las funciones de la cámara en Nintendo DSi y Nintendo DSi XL. Si el juego se utilizaba con cualquiera de estas consolas, habría una opción de Cámara disponible en el menú principal, que puede ser utilizada para capturar fotografías utilizando las cámaras DSi, y almacenarlas directamente en la Galería. Las versiones de DSiWare no admiten la función de cámara. Al menos, no directamente, ya que estas versiones ya se refieren al Álbum de la Cámara Nintendo DSi, que soporta el uso de las cámaras. Si la tarjeta de juego se utiliza en la consola Nintendo DS o Nintendo DS Lite, la opción de cámara no aparecerá en absoluto, aunque estas consolas pueden ver las fotografías disponibles en la Galería, si la tarjeta de juego se ha utilizado con Nintendo DSi (XL) antes de insertarla en las consolas anteriores.
La versión minorista de Art Academy tiene una galería designada donde el jugador/art trainee puede guardar cualquier pieza de arte que haya finalizado durante las lecciones o el modo de pintura libre, así como cualquier fotografía tomada con las cámaras DSi. La Galería solo puede almacenar hasta 82 imágenes combinadas en la tarjeta de juego, independientemente de si se trata de un dibujo/pintura o una fotografía. Sin embargo, las imágenes de la Galería no se pueden transferir o guardar en otro lugar. Si la Galería está llena, y el jugador/art en prácticas desea almacenar cualquier imagen nueva, se le pedirá que borre cualquier imagen disponible que ya esté guardada en la Galería. La capacidad de almacenar directamente en la tarjeta de juego es conveniente para los usuarios originales de Nintendo DS y DS Lite, pero es una desventaja para los usuarios de Nintendo DSi (XL), especialmente porque las versiones de la Academia de Arte de DSiWare pueden almacenar tantas fotos como haya memoria disponible en el Álbum de la cámara DSi, que se puede transferir a las tarjetas SD y/o exportar a Facebook. La Galería tiene la opción Slide Show para mostrar con estilo las fotos disponibles en la Galería, acompañadas de música.
También hay una opción Demo disponible en el menú principal de Art Academy. El propósito de la Demo es permitir al jugador/art trainee probar una lección extra ofrecida en Art Academy, o enviar la misma lección extra a otra consola local de Nintendo DS vía DS Download Play, para que otro usuario pueda probar una versión demo de Art Academy. Esta misma lección Demo también se ofrece de forma permanente a través del Canal Nintendo, pero actualmente solo para consolas PAL Wii. La opción Demo no está disponible en las versiones de DSiWare.

### Herramientas de arte
En comparación con la mayoría del software de edición de imágenes rasterizadas, Art Academy tiene una selección muy limitada de herramientas, aunque emulan muy bien sus contrapartes realistas. Estas herramientas incluyen tres niveles de lápiz (2H, HB, 2B) en métodos puntuales o planos, una goma de borrar en métodos de borde o planos, juegos de pinceles redondos y planos disponibles en tres tamaños cada uno, una paleta de colores que viene con una bandeja de mezcla de color, un frasco de agua, una referencia de rueda de color, colores primarios, colores secundarios, y así como los colores blanco y negro. La paleta de colores es capaz de mezclar cualquiera de los colores disponibles para producir cientos de combinaciones de colores. También hay una herramienta de cuadrícula y una función de zum.
El jugador/aprendiz de arte puede usar el lápiz táctil y la pantalla táctil para dibujar y pintar, mientras que la pantalla superior normalmente está reservada para los temas de arte objetivo.

### Personajes
El juego no tiene una trama, pero cuenta con un par de personajes. Uno de estos personajes es Vince, un tutor de arte que ayudaría al jugador/art trainee con sus lecciones paso a paso en cada etapa, y es de gran ayuda para los artistas novatos. Sus métodos de enseñanza incluyen la explicación de las técnicas de dibujo y pintura, describiendo cómo cada herramienta de arte disponible debe ser utilizada, elaborando sobre los métodos, estilos y ciertas herramientas de arte técnica e históricamente. Presumiendo de ejemplos terminados y referencias comprensibles a veces, Vince también dibujaba ante sus estudiantes para ilustrar cómo cada paso en cada etapa de cada lección está prácticamente terminado antes de darles la oportunidad de probarlo ellos mismos. El personaje de Vince está inspirado en el artista de la vida real Vincent van Gogh.
El otro personaje es un cachorro llamado Bacon. Bacon es la mascota de Vince, que a menudo aparece durante una pantalla de carga, ya que también es visible en la tarjeta de título animada del juego. A pesar de ser un personaje menor, Bacon aparece como tema artístico de la octava lección en el modo Lecciones.

## Recepción
La recepción crítica ha sido favorable al lanzamiento, el sitio agregador Metacritic dio 75/100, basado en las críticas de 15 críticos.

## Secuelas
Se anunció durante una Nintendo Direct en junio de 2012, que se crearía una secuela para la Nintendo 3DS. Más tarde, el nombre de la secuela se reveló a la Academia de Arte: Lecciones para todos! en Norteamérica y New Art Academy en Europa y Australia. Fue lanzado en Japón el 13 de septiembre de 2012, en América del Norte el 1 de octubre de 2012, y en Europa el 28 de julio de 2012 y en Australia el 23 de agosto de 2012. Una secuela de Wii U fue anunciada durante el Evento Digital de Nintendo E3 en junio de 2013, dando color a los cajones Miiverse. El nombre es Art Academy: SketchPad. Fue lanzado en la Tienda Nintendo eShop en agosto de 2013. Un segundo título de Wii U, con lecciones, fue anunciado en el Nintendo Direct de agosto. Este título fue anunciado porque Art Academy: SketchPad no tiene lecciones, y en su lugar funciona únicamente como una herramienta de dibujo. Se le dio una fecha de lanzamiento en 2015. El 30 de abril de 2014 se anunció un crossover de Pokémon denominado Pokémon Art Academy, que se estrenó en junio de 2014 en Japón, julio de 2014 en Europa y Nueva Zelanda, y octubre de 2014 en Norteamérica, con 40 lecciones de arte que van desde lo fácil a lo difícil. El juego también usa la cámara 3DS Camera, para tomar imágenes como referencia mientras dibujas. El arte también se puede publicar en Miiverse. En una reunión de Nintendo Direct celebrada el 3 de marzo de 2016, Nintendo anunció una escisión centrada en Disney llamada Disney Art Academy, que ofrece 80 lecciones de arte basadas en las diversas obras de Disney y Pixar. Salió a la venta en abril de 2016 en Japón, en mayo de 2016 en América del Norte, y saldrá a la venta en julio de 2016 en Europa y Australia.

## Legado
Vince aparece como un trofeo coleccionable en Super Smash Bros. para Wii U. Además, el tema Swan Lesson de James Hannigan es un tema que juega en el escenario Duck Hunt de Super Smash Bros. para Wii U.